# Segui il tuo cuore (film)
Segui il tuo cuore (Charlie St. Cloud) è un film del 2010 diretto da Burr Steers, basato sul romanzo Ho sognato di te (The Death and Life of Charlie St. Cloud) di Ben Sherwood.

## Trama
Charlie St. Cloud è un ragazzo sopraffatto dal dolore per la morte del fratello minore Sam in un incidente automobilistico che ha visto coinvolto anche lui stesso, così tanto che egli accetta un lavoro come custode del cimitero in cui il fratello è sepolto. Charlie ha un legame speciale e duraturo con il fratello, che può ancora vedere. Charlie si incontra con Sam ogni sera al tramonto per giocare a baseball, loro sport preferito e per parlare. Improvvisamente una ragazza di nome Tess entra nella vita di Charlie e lui deve scegliere tra il mantenere la promessa fatta a Sam o stare con la ragazza che ama. E Charlie, inizialmente, sceglie di stare con Sam, ma quando scopre che la ragazza in realtà è scomparsa e lui la vede solo perché è ancora nel limbo tra vita e morte, raccoglie i segnali da lei lasciati e decide di andarla a cercare, convinto che la loro storia non sia solo un'illusione. E infatti quando Charlie salva la ragazza, dopo un po' di tempo i due si fidanzano e insieme decidono di affrontare un viaggio in barca per girare il mondo, mentre Sam finalmente va in Paradiso.

## Produzione
Dopo che Ben Sherwood annunciò che avrebbe pubblicato un nuovo libro intitolato The Death and Life of Charlie St. Cloud, nei mesi di aprile e maggio del 2003 l'autore fu contattato da tre studi cinematografici in competizione tra loro per l'acquisizione dei diritti cinematografici dell'opera, perché interessati a trarne un film per il grande schermo.
La stagione dei negoziati si concluse con la cessione dei diritti agli Universal Studios, i quali pagarono 500.000$ subito e un'ulteriore aggiunta per un totale di 1ml $ prevista dal contratto in caso il film fosse stato effettivamente realizzato.
Per la regia si pensò inizialmente a Joe Johnston, ma nel marzo 2009, con l'avvio della preproduzione, fu annunciata la sua sostituzione con Berr Steers.
Sherwood entrò a far parte del progetto come produttore esecutivo in coppia con Donna Langley per gli Universal Studios. Una prima sceneggiatura fu scritta da James Schamus e Lewis Colick, per essere infine rivista da Craig Pearce e in seguito rimaneggiata da Steers.
Il primo attore a entrare a far parte del cast artistico fu Zac Efron, il quale declinò l'invito della Paramount Pictures ad apparire nel rifacimento di Footloose in favore di Charlie St. Cloud. In seguito si aggiunsero: Amanda Crew nel luglio 2009, Kim Basinger ad agosto e Chris Massoglia ad ottobre. Sia Ray Liotta che Kim Basinger hanno preso parte alle riprese per fare un piacere alle figlie, desiderose di incontrare Zac Efron.
Le riprese iniziarono il 31 luglio 2009 e terminarono il 22 ottobre dello stesso anno, svolgendosi interamente in Canada nella Columbia Britannica. Amanda Crew girò le scene lei riguardanti nel mese di settembre, e Zac Efron terminò il suo ciclo di riprese a fine ottobre. Il film è uscito il 21 gennaio 2011.
L'attore Chris Massoglia doveva recitare la parte di Sam da adolescente (ovvero a 18 anni) ma è stato sostituito da Charlie Tahan.

## Distribuzione
Il film è stato distribuito nelle sale cinematografiche statunitensi e canadesi il 30 luglio 2010.
È stato distribuito in Italia il 21 gennaio 2011, incassando solamente € 135.000 nel primo fine settimana di programmazione.